# Ptilodon capucina
Ptilodon capucina és una espècie de lepidòpter ditrisi de la família dels notodòntids (Notodontidae).

## Distribució
És una espècie comuna per tota la Zona Paleàrtica des d'Irlanda fins al Japó.

## Descripció
Aquesta espècie té les ales anteriors de color marró de diferents tonalitats, amb marques més fosques. Les ales posteriors són més clares amb un punt negre a la base. En repòs, l'espècie té un perfil molt característic amb flocs de pèls que sobresurten per damunt del tòrax i la vora posterior de les ales anteriors. Els marges de les ales anteriors són també ondulats.
Cada any produeixen dues generacions amb els adults que volen durant maig-juny (primera generació) i agost-setembre (segona). Volen de nit i són atretes per la llum.
La larva és verda o marró amb una ratlla groga a cada costat i dos monticles vermells al darrere. És polífaga i s'alimenta d'una àmplia varietat d'arbres caducifolis i arbustos. L'espècie passa l'hivern com a pupa.

## Galeria

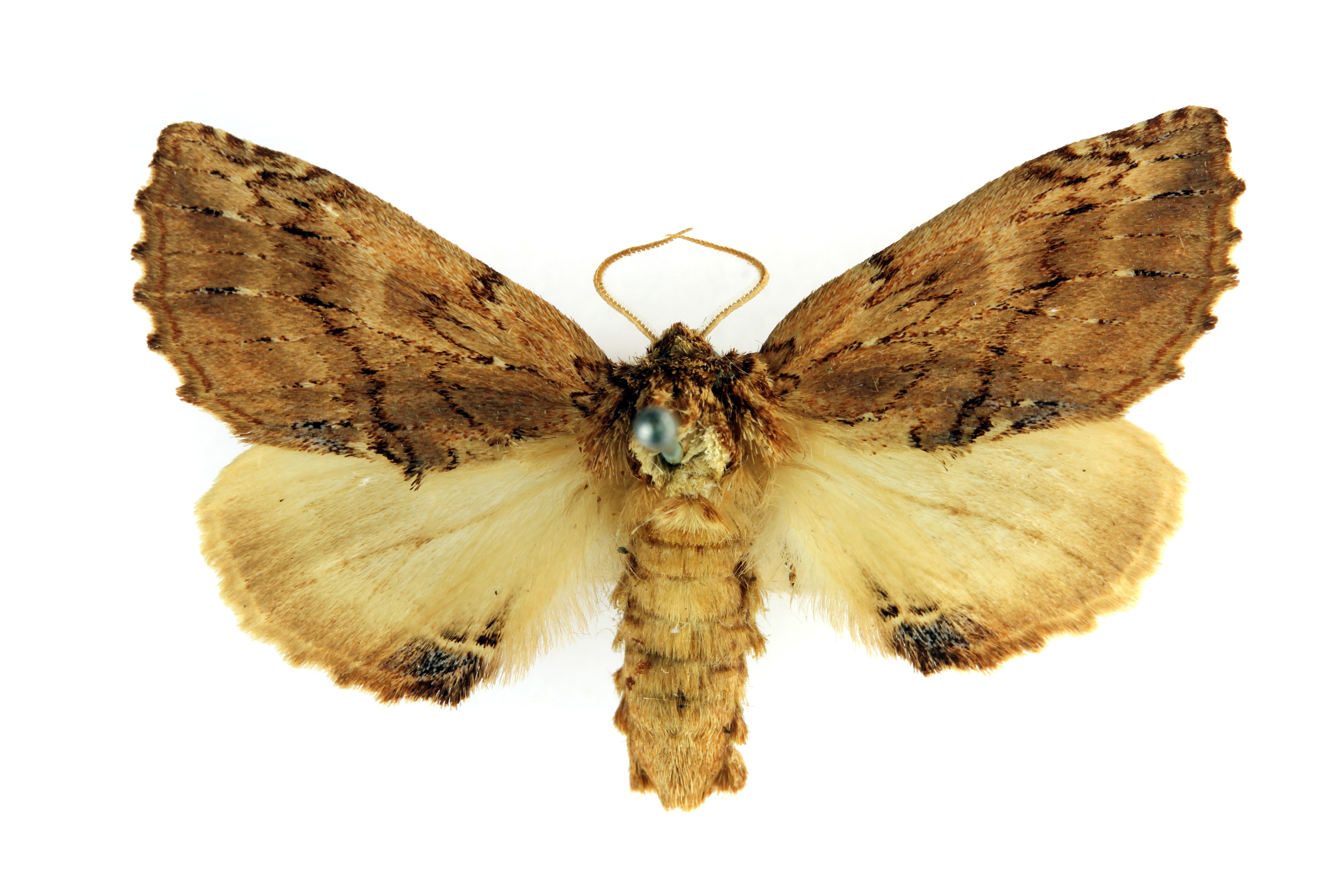
Ptilodon capucina
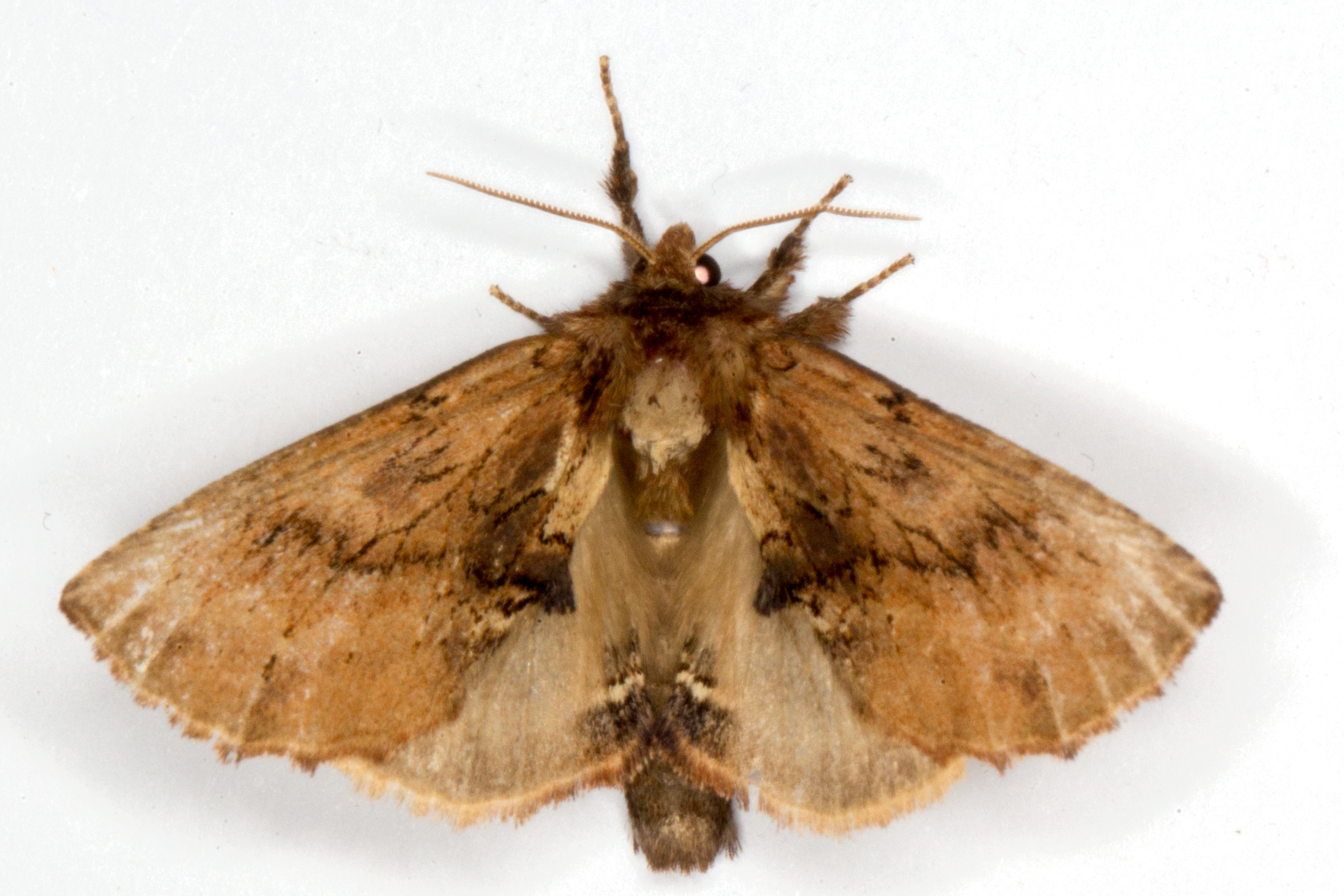
Ptilodon capucina
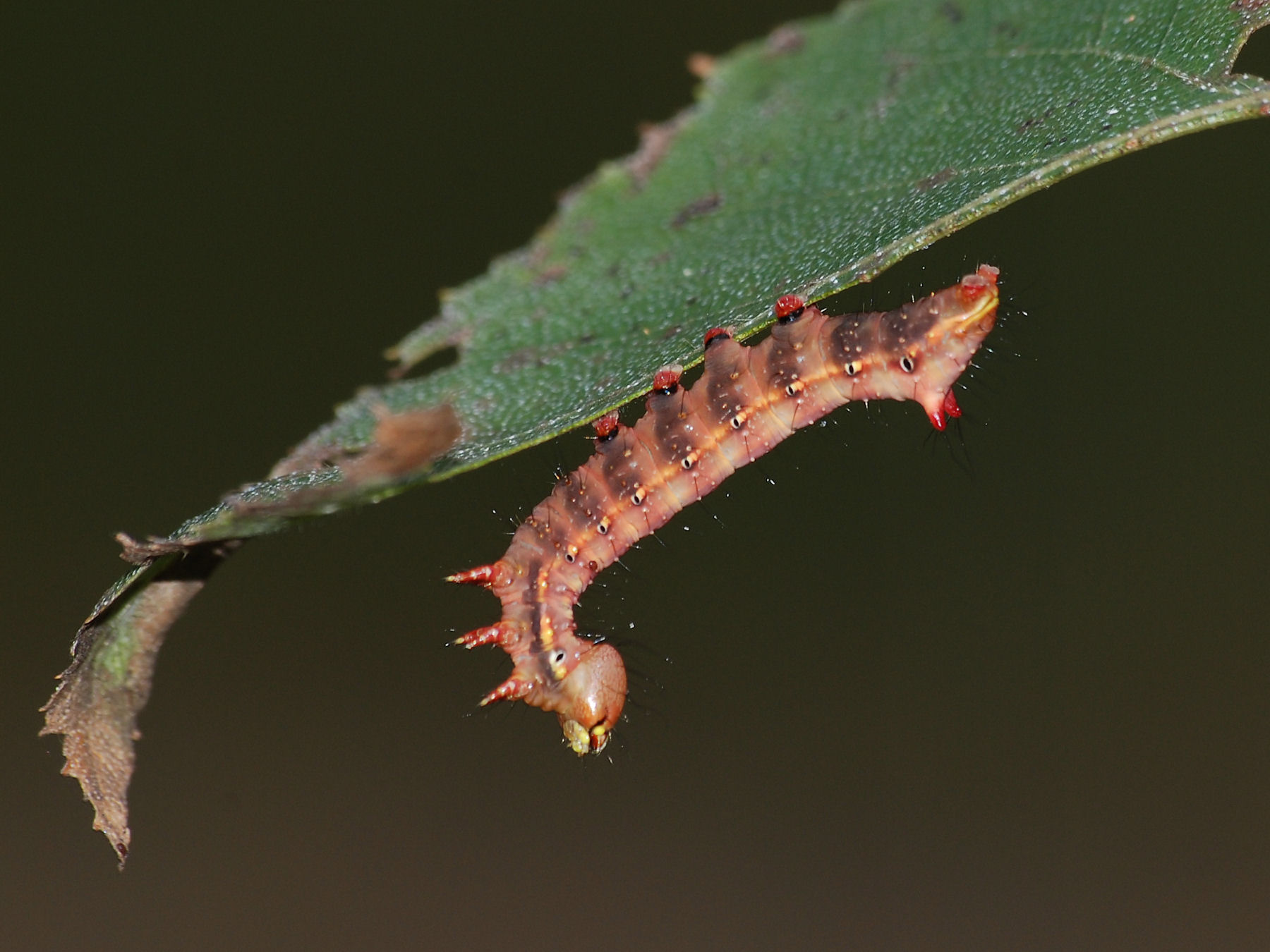
Ptilodon capucina, larva
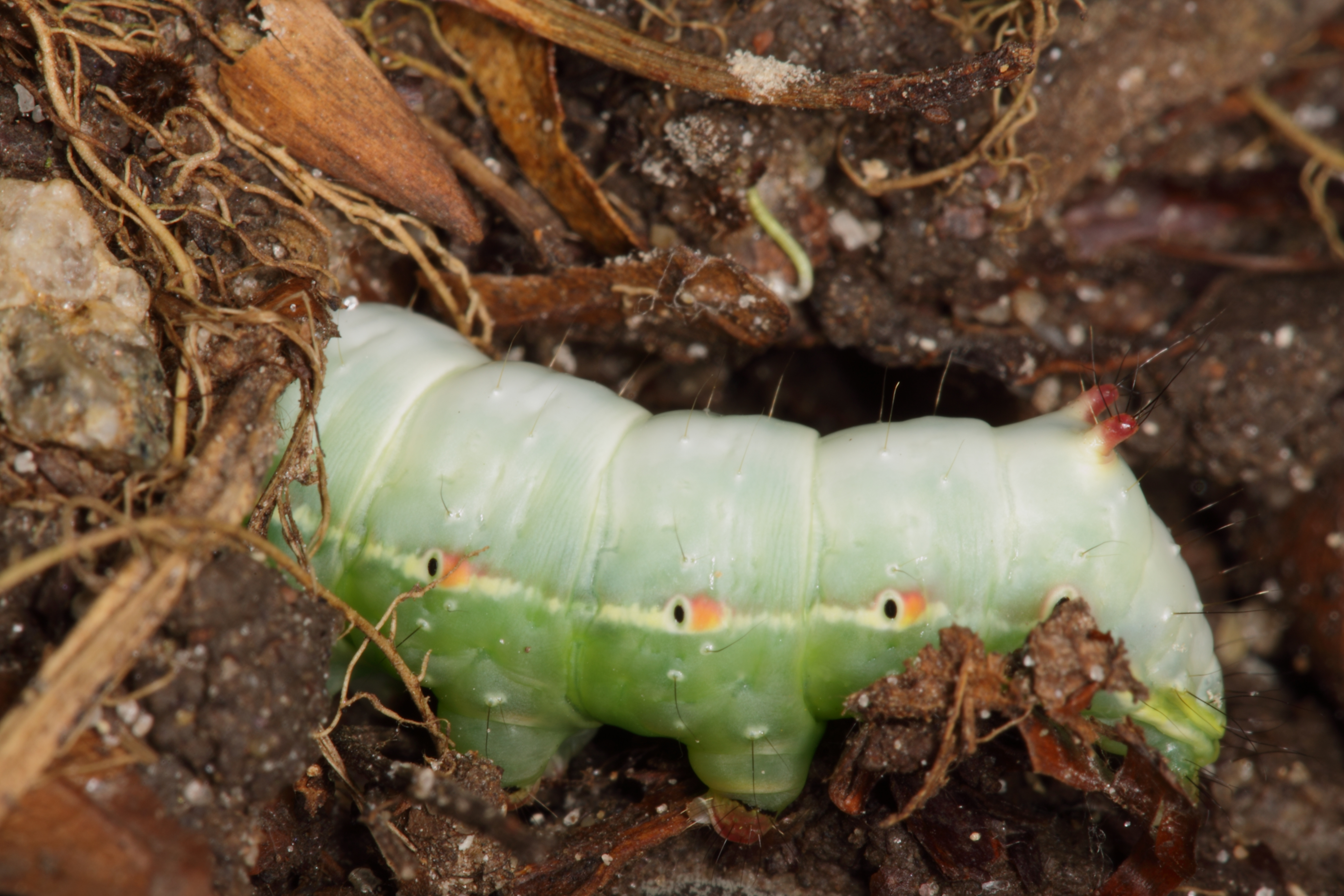
Ptilodon capucina, larva
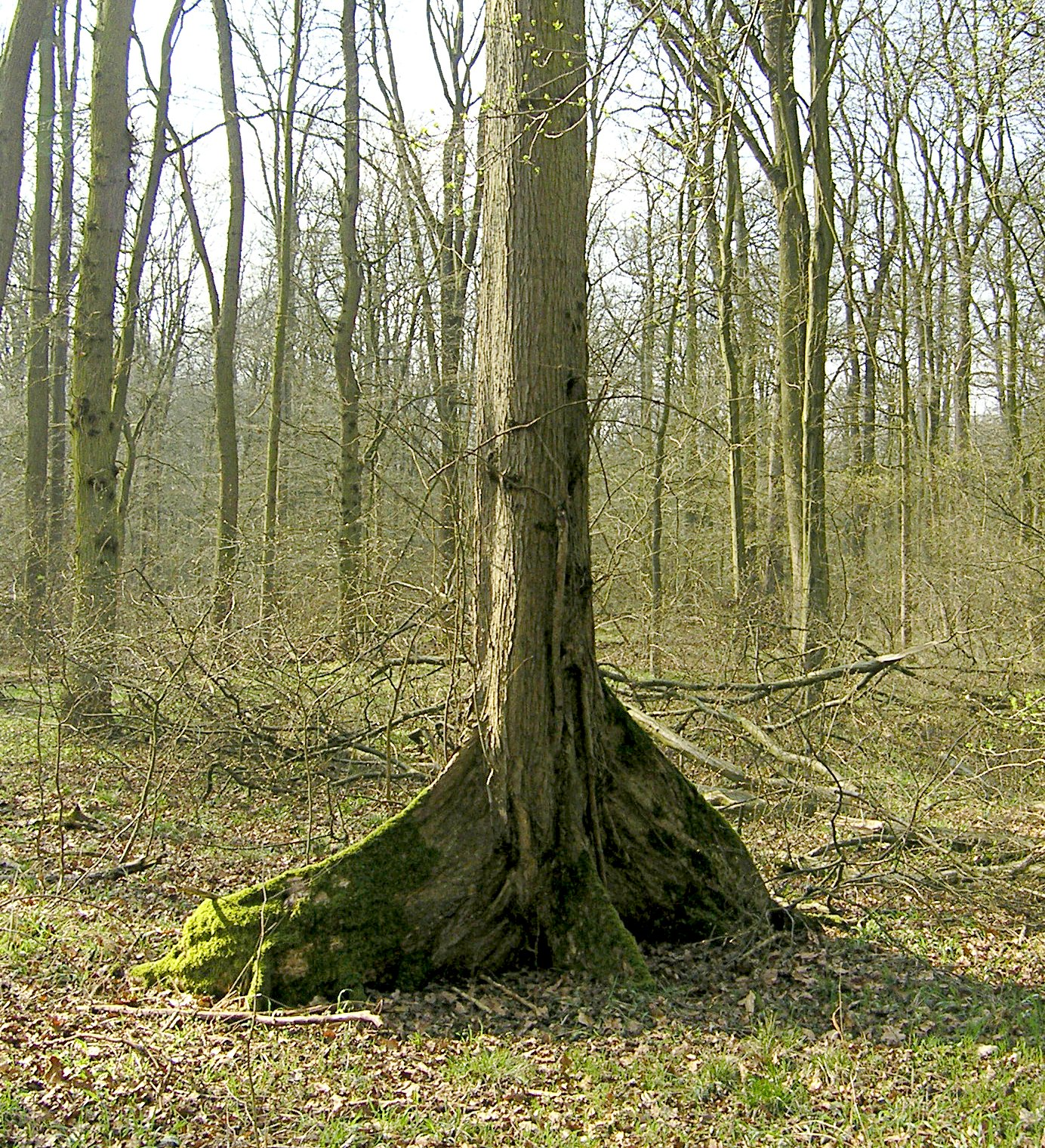
Ptilodon capucina, hàbitat